# Richard Appel
Richard James Appel, född 21 maj 1963 i New York, är en amerikansk manusförfattare och producent av TV-serier. När han studerade på Harvard University skrev han för skämttidningen Harvard Lampoon. Senare produktioner innefattar Simpsons, The Bernie Mac Show, Kitchen Confidential och King of the Hill, för vilken han även var exekutiv producent. Han skapade, och skrev manus till två avsnitt till, den kortlivade FOX-serien A.U.S.A.. Han är gift med Mona Simpson, syster till Apples grundare och verkställande direktör Steve Jobs. För närvarande är Appel en av producenterna till Family Guy.

## Produktioner

### Avsnitt avSimpsons
Appel har skrivit manus till följande avsnitt:
- "Mother Simpson"
- "Bart on the Road"
- "22 Short Films About Springfield" (medförfattare)
- "Bart After Dark"
- "The Secret War of Lisa Simpson"
- "The Two Mrs. Nahasapeemapetilons"
- "When You Dish Upon a Star"

### Avsnitt avThe Bernie Mac Show
- "Eye of the Tiger"
- "That Old Mac Magic"
- "Stiff Upper Lip"
- "Nerdy Mac"